# Лиффи (река, Тасмания)
Лиффи (англ. Liffey River) — река в северной части Тасмании (Австралия), ранее была также известна под названием Пенни-Ройал-Крик (англ. Penny Royal Creek). Общая длина реки составляет около 53 км, площадь бассейна — около 234 км². Она впадает в реку Меандер.

## География
Исток реки Лиффи находится на высоте около 1210 м, на горной гряде Грейт-Уэстерн-Тирс, которая проходит вдоль северной оконечности Центральной возвышенности острова Тасмания. Исток расположен на склоне горы Проджекшен-Блафф (Projection Bluff, 1293 м), примерно в 5—6 км севернее озера Грейт-Лейк. Немного ниже по течению находятся водопады Лиффи.
Ниже водопадов у реки находится посёлок Лиффи, а ещё ниже по течению — небольшой город Бракнелл. Река Лиффи впадает в Меандер в районе посёлка Каррик, расположенного в 17 км юго-западнее Лонсестона — второго по величине города Тасмании. Лиффи является одним из основных притоков реки Меандер, к которым также причисляют Куамби-Брук (Quamby Brook) и Уэстерн-Крик (Western Creek).
Немного выше по течению от Каррика реку Лиффи пересекает автомобильная дорога  Басс-Хайвей (Bass Highway), идущая вдоль северного побережья Тасмании от Лонсестона к Девонпорту. В само́м Каррике реку пересекает автомобильная дорога  Меандер-Валли-Роуд (Meander Valley Road).

## Фотогалерея
|  |  |  |